# کونیز
شهر کونیز  در بخش برن در ایالت برن در کشور سوئیس واقع شده‌است که ۳۷٬۹۰۰ نفر جمعیت دارد.

## نگارخانه

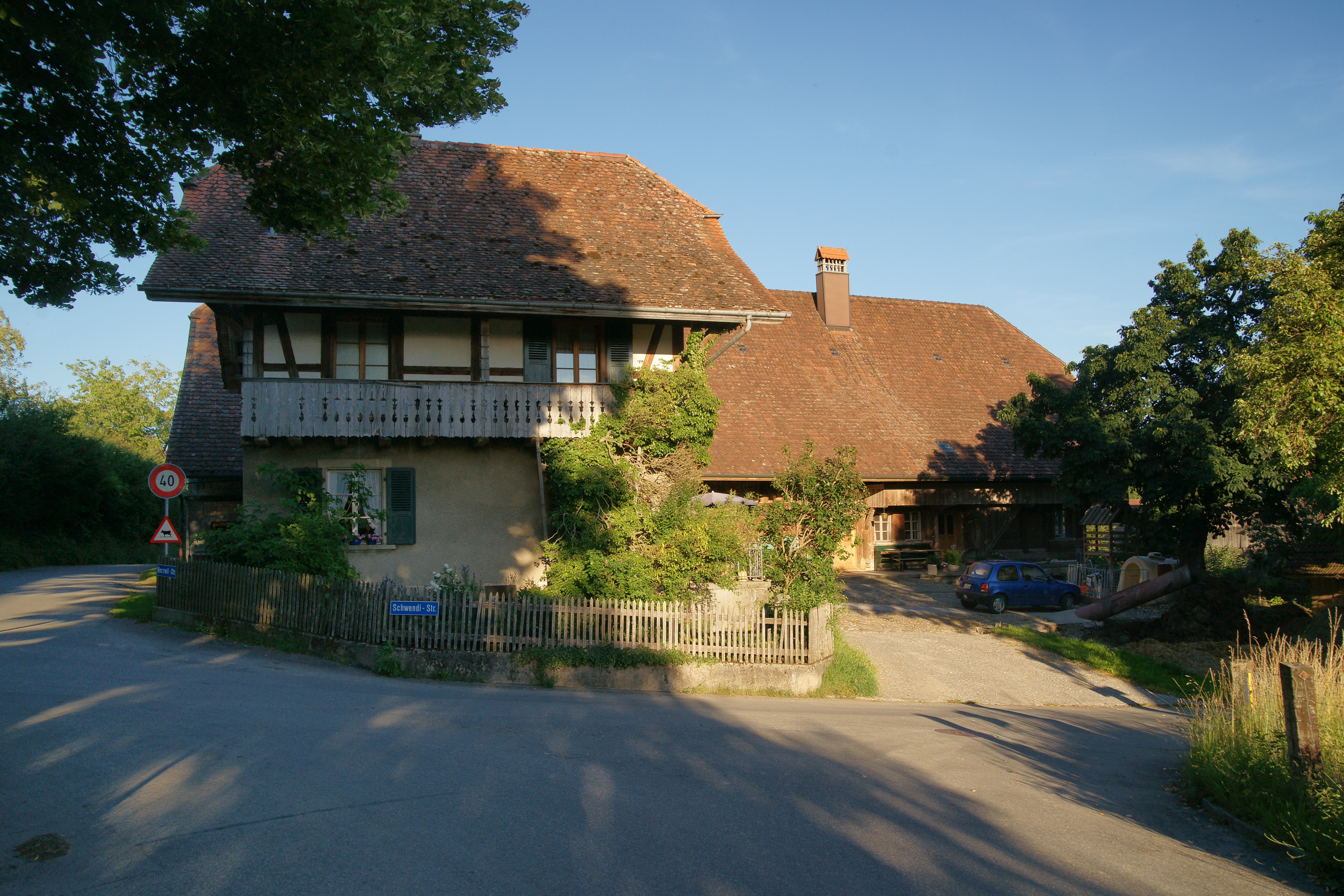
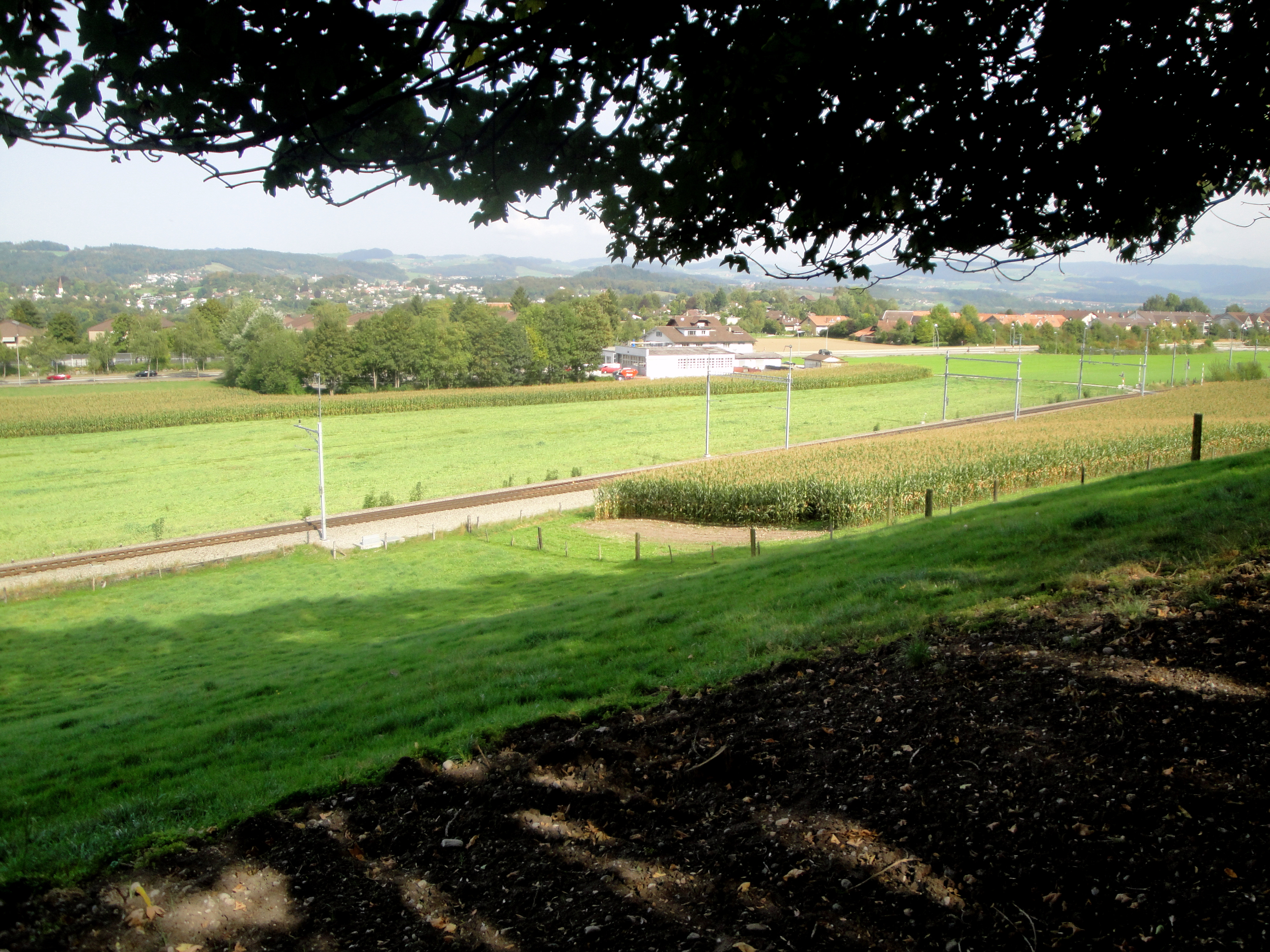
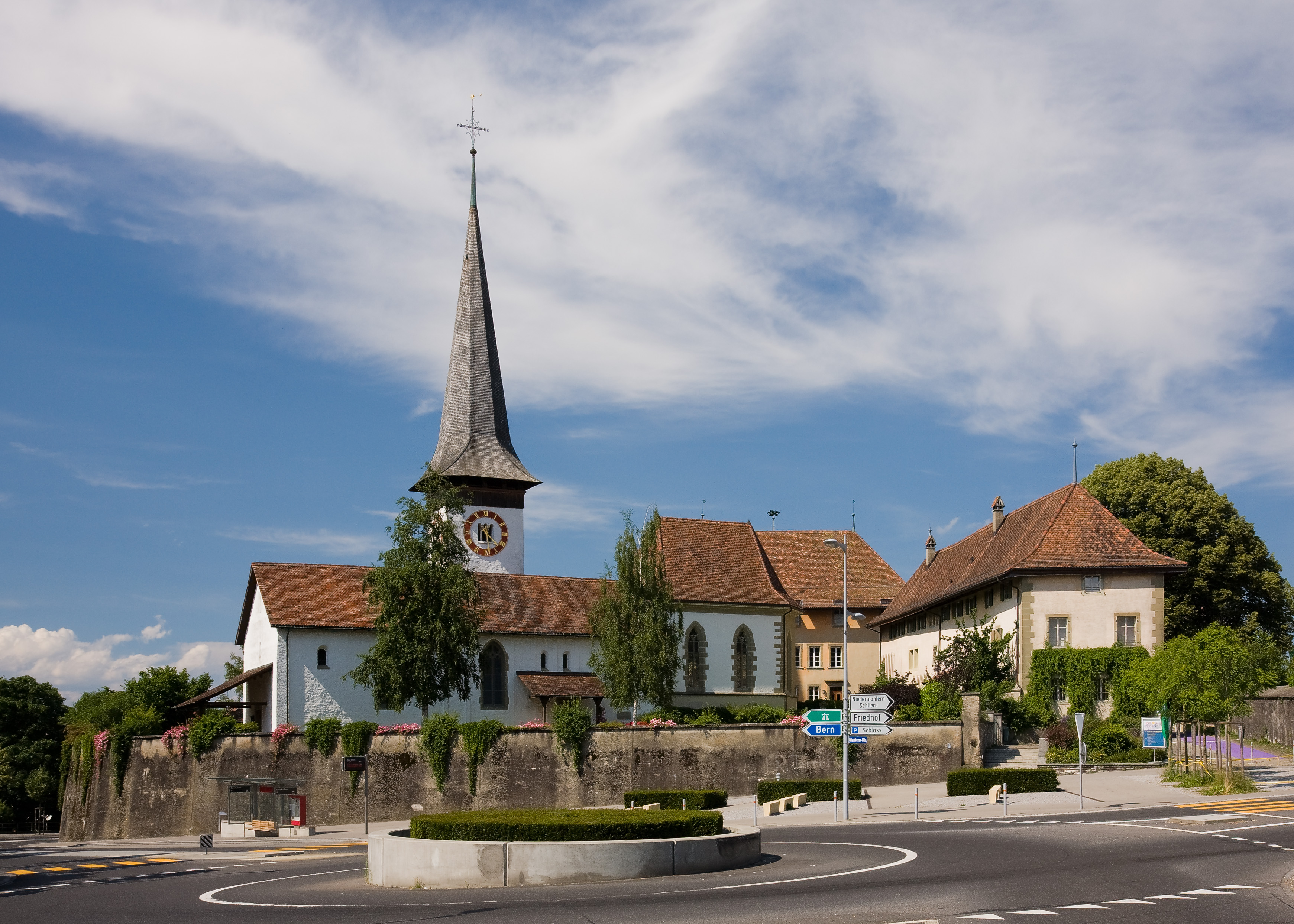
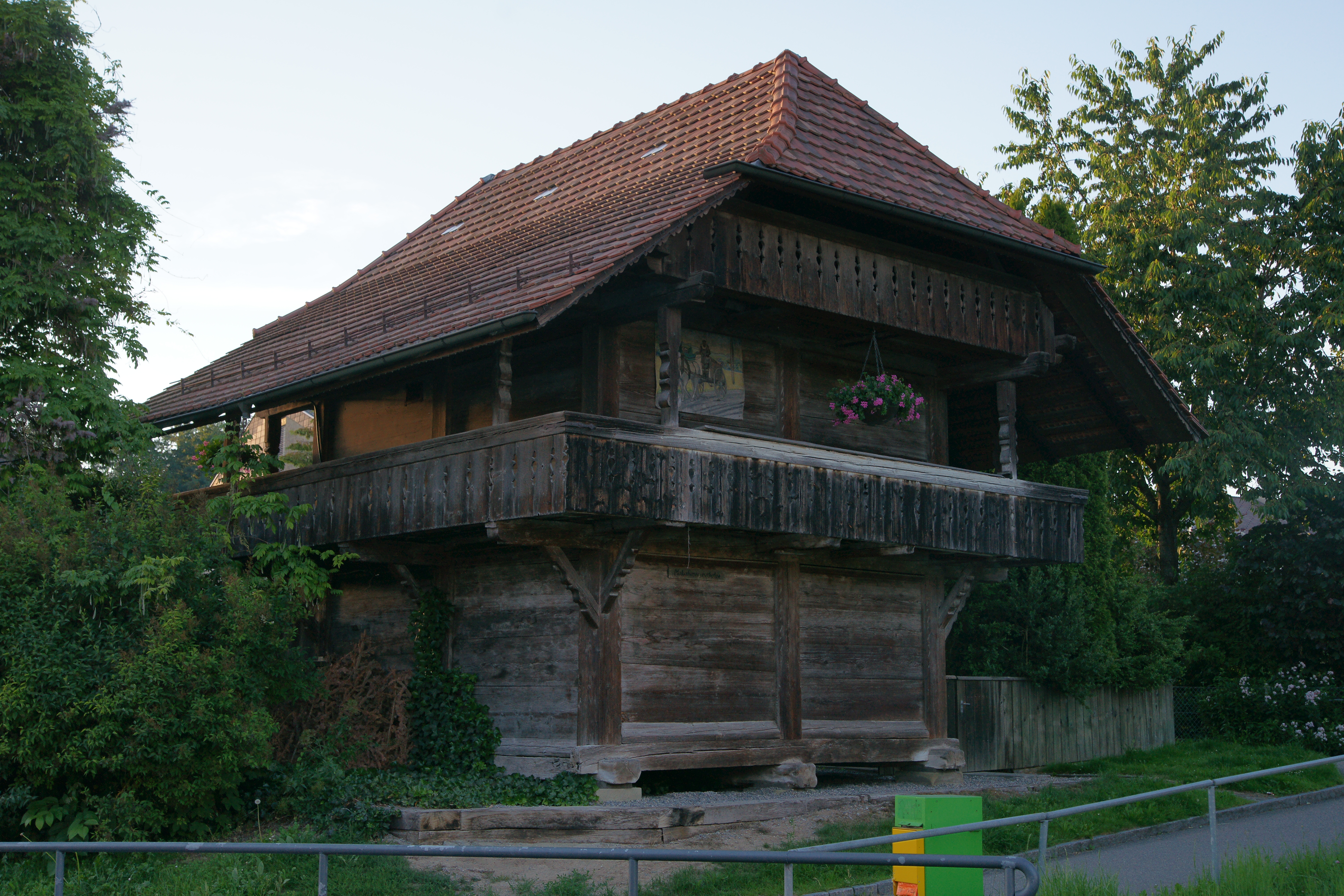
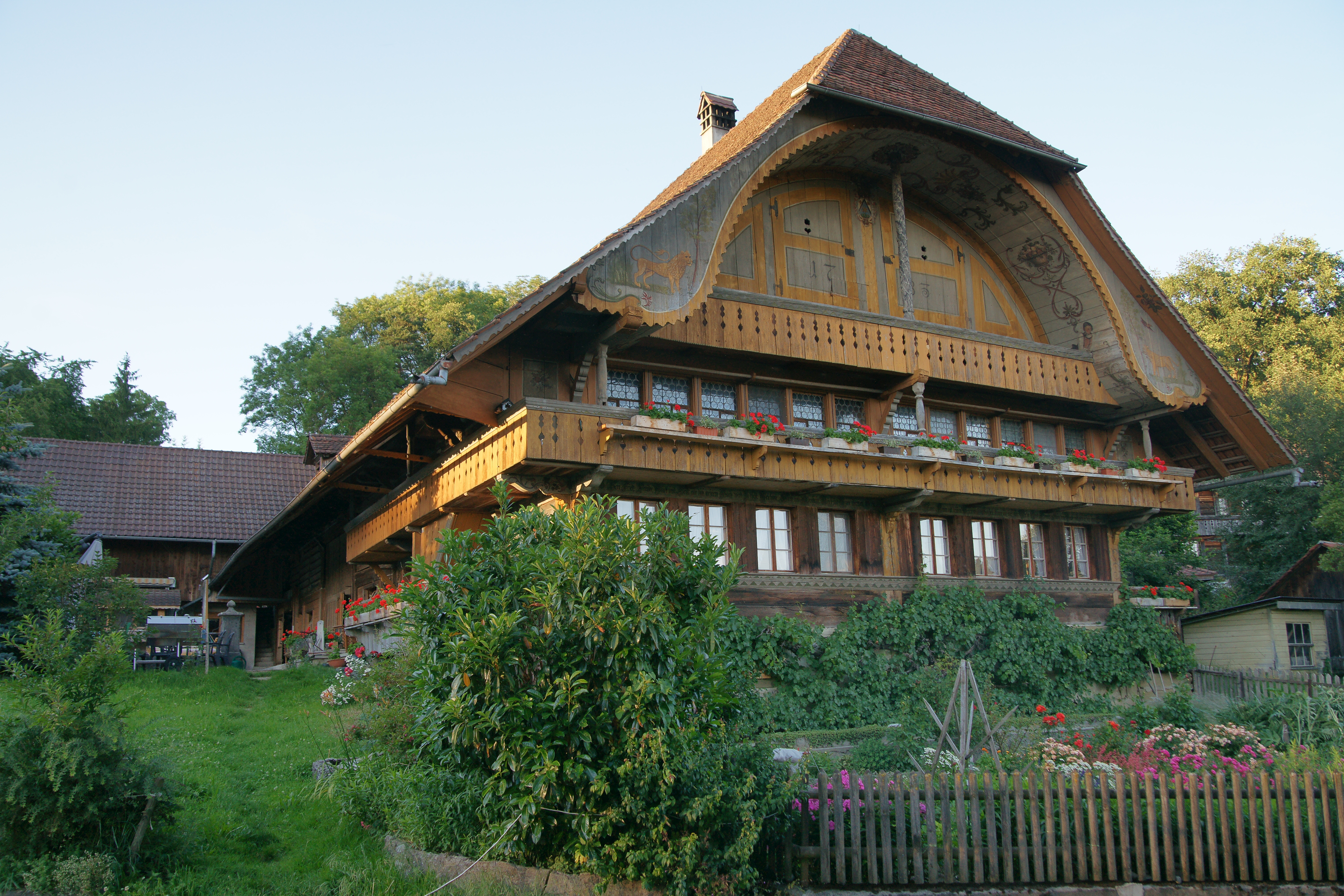
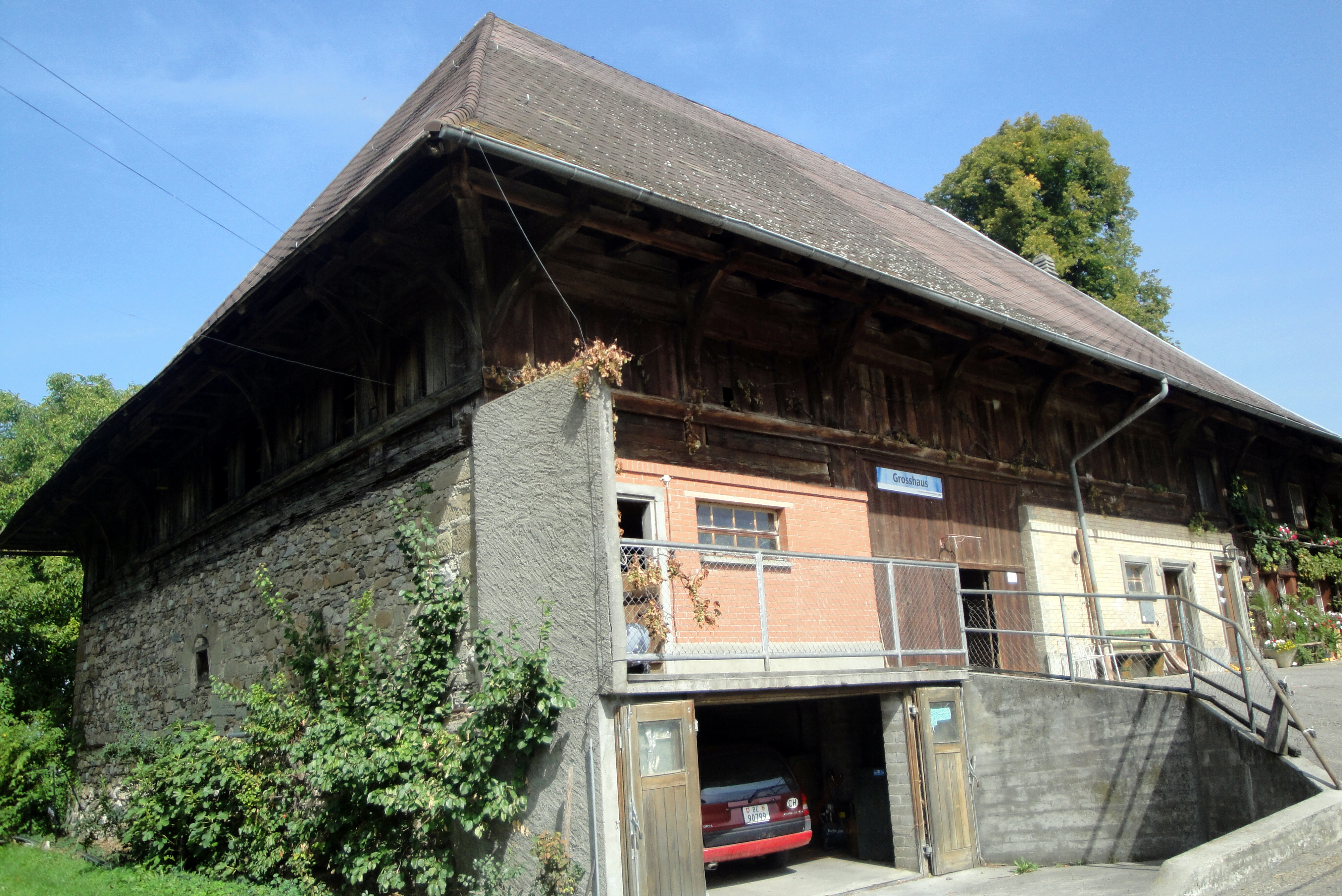
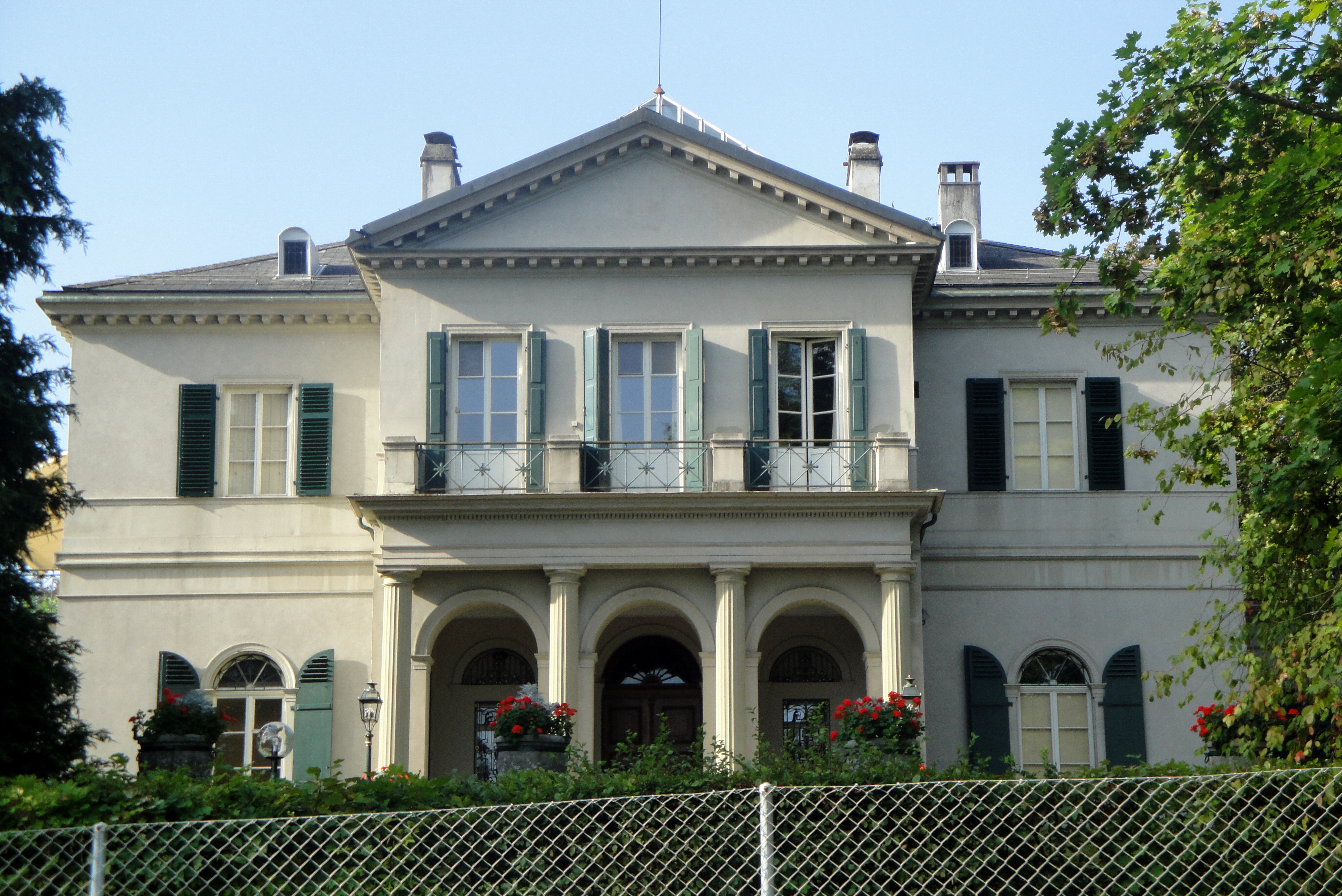